# Dichotomius ohausi
Dichotomius ohausi es una especie de escarabajo coprófago del género Dichotomius, subfamilia, Scarabaeinae, orden Coleoptera. Fue descrita por Luederwaldt en 1923.

## Descripción
El cuerpo mide 13,2-18,2 mm, con una media de 15,9 mm de longitud.

## Distribución y hábitat
Especie originaria del Neotrópico. Se distribuye por Perú, Ecuador, Colombia y Brasil. Habita en bosques secundarios, bosques de tierra firme y de llanuras aluviales. Ha sido encontrado a altitudes de hasta 1100 metros.